# Aulacostroma palawanense
Aulacostroma palawanense är en svampart som beskrevs av Syd. & P. Syd. 1914. Aulacostroma palawanense ingår i släktet Aulacostroma och familjen Parmulariaceae.   Inga underarter finns listade i Catalogue of Life.